# Union Square (Hong Kong)
Pour les articles homonymes, voir Union Square.

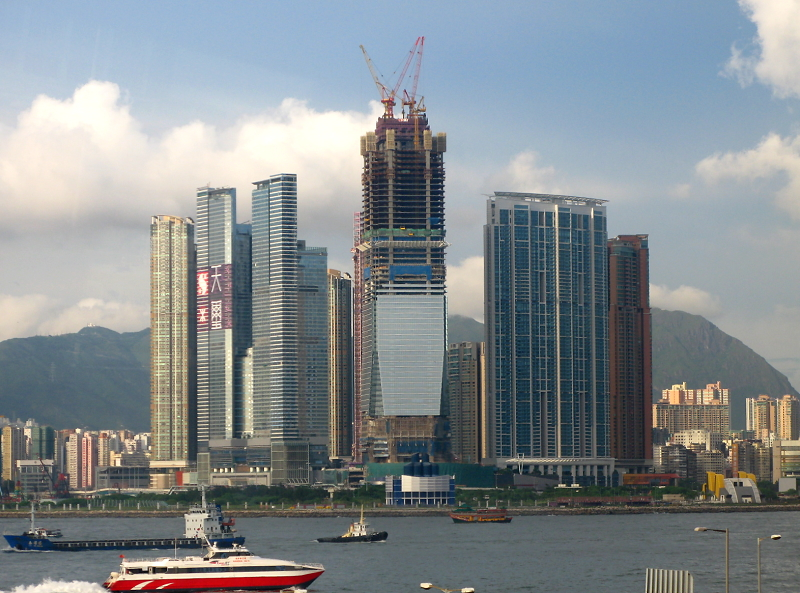
Union Square (été 2007)

Union Square est un vaste projet immobilier en cours de développement dans le district de Yau Tsim Mong, sur la péninsule de Kowloon, à Hong Kong. Situé autour de la station de métro Kowloon, à proximité de Victoria Harbour, il comprend plusieurs gratte ciel, parmi lesquels l'International Commerce Center, achevé en 2010, qui est le plus haut immeuble de Hong Kong.

Union Square en octobre 2007

| Nom international             | Nombre d'étages | Année d'achèvement |
| ----------------------------- | --------------- | ------------------ |
| Sorrento Tower 1              | 75              | 2003               |
| The Harbourside               | 73              | 2003               |
| Sorrento Tower 2              | 66              | 2003               |
| The Arch                      | 65              | 2005               |
| Sorrento, Tower 3             | 64              | 2003               |
| Sorrento, Tower 5             | 62              | 2003               |
| Sorrento, Tower 6             | 60              | 2003               |
| The Waterfront, Tower 1       | 46              | 2000               |
| The Waterfront, Tower 2       | 46              | 2000               |
| The Waterfront, Tower 3       | 46              | 2000               |
| The Waterfront, Tower 4       | 46              | 2000               |
| The Waterfront, Tower 5       | 46              | 2000               |
| The Waterfront, Tower 6       | 46              | 2000               |
| International Commerce Centre | 118             | 2010               |
| The Cullinan North Tower      | 68              | 2007               |
| The Cullinan South Tower      | 68              | 2007               |